# マルクス・フリウス・カミッルス
マルクス・フリウス・カミッルス（ラテン語: Marcus Furius Camillus, 紀元前446年 - 紀元前365年）は、共和政ローマの軍人・政治家。独裁官に5回推薦された。ロムルスに次ぐローマ第二の創建者と謳われる。

## 生涯
プルタルコスによると、フリウス氏族はあまり有力な氏族ではなかったが、カミッルスは紀元前431年の独裁官アウルス・ポストゥミウス・トゥベルトゥスの元で武勲を立て、ケンソルに任じられた。ケンソルとしては、独身男と寡婦との結婚を推し進め、両親を亡くした人に課税するなどしたという。
紀元前396年、カミッルスはローマ軍を率いてローマから程近いウェイイというエトルリア人の町を攻略した。ローマ市民たちはローマよりも都市設備の整ったウェイイに首都を遷そうと言ったが、カミッルスは「ローマを捨てることはローマの神々を捨てることであり、ローマを離れれば我々はローマ市民ではなくなる」と言って真っ向からこれに反対した。そこで市民たちはカミッルスにあらぬ罪状をかけて追放しようとした。
これを知ったカミッルスは友人たちに相談したが、友人たちは「君に課せられる罰金を集める手伝いは出来そうだが、追放に反対する票を集めることは出来そうにない」と言った。カミッルスは指揮官としては非常に有能であったが、強引で物事をはっきり言う男であった。ウェイイ攻略戦の際にはローマの有権者たちからなる軍団にローマ軍初と言われる冬営を強いており、ウェイイ攻略戦による凱旋式は派手に行いすぎ、別の戦役では兵士たちが略奪をしたがっている時に無血開城させてしまうなど、市民からの人気が非常に低かったのである。当時、自らローマを去った人間に対しては、その罪を問わないとする風習があったので、カミッルスはローマを去った。

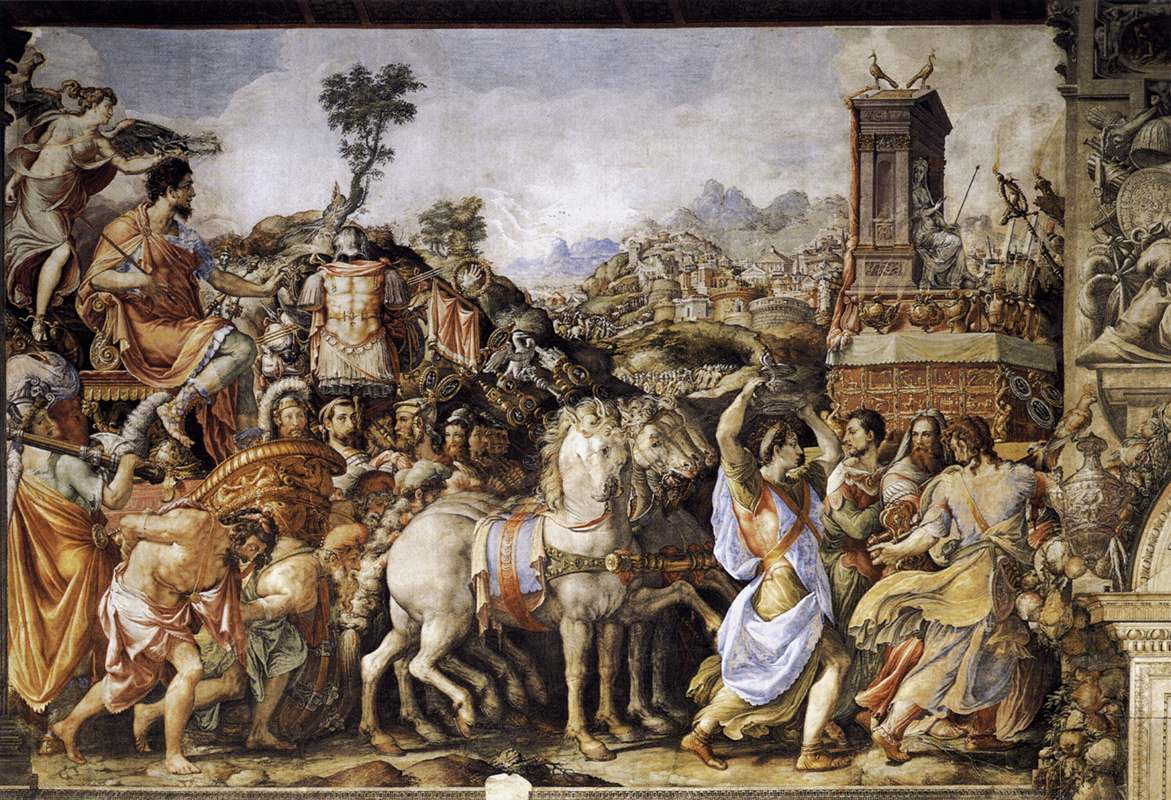
フランチェスコ・デ・ロッシ画、『カミッルスの凱旋式』（1545年）

しかし紀元前387年、カミッルスがローマを去ってすぐに、ローマはブレンヌスに率いられたケルト人（ガリア人のセノネス族）の襲来をうけて滅亡寸前に追い込まれる（アッリアの戦い）。ローマ市民たちはこれを神の怒りであると考え、カミッルスの言った通りになったことを後悔した。カミッルスはケルト襲来を受けて散り散りになったローマ市民を取りまとめローマに向かって進軍する。
そのころローマの一角に立てこもった市民たちはケルト人の王に身代金と引き換えに兵を撤退させるように交渉をしていた。ケルト人は秤に細工してより儲けようと図ったが、それに気がついたローマ人がそれを指摘すると「敗者に災いあれ。」と答えた。そこに駆けつけたカミッルスは「ローマは金ではなく、剣でお返しする」と告げて戦闘が開始され、ケルト人を散々に打ち破った。
この時のカミッルスの言葉はその後ローマの国防の指針となり、以後ドミティアヌス帝の時代に至るまでの約400年間、ローマが身代金と引き換えに捕虜の解放を要求した例はない。その後カミッルスは独裁官に任命されてローマ復興を任された。
ローマがケルト人の襲来を受けて荒廃すると、ローマを中心とするラティウム同盟の結束にもひびが入り、各地でローマに叛旗を翻す部族・都市国家が続出したが、カミッルスは20年かけて周囲の反乱を全て鎮定し、4度もの凱旋式を挙げる名誉を受けた。